# Lesley Carhart

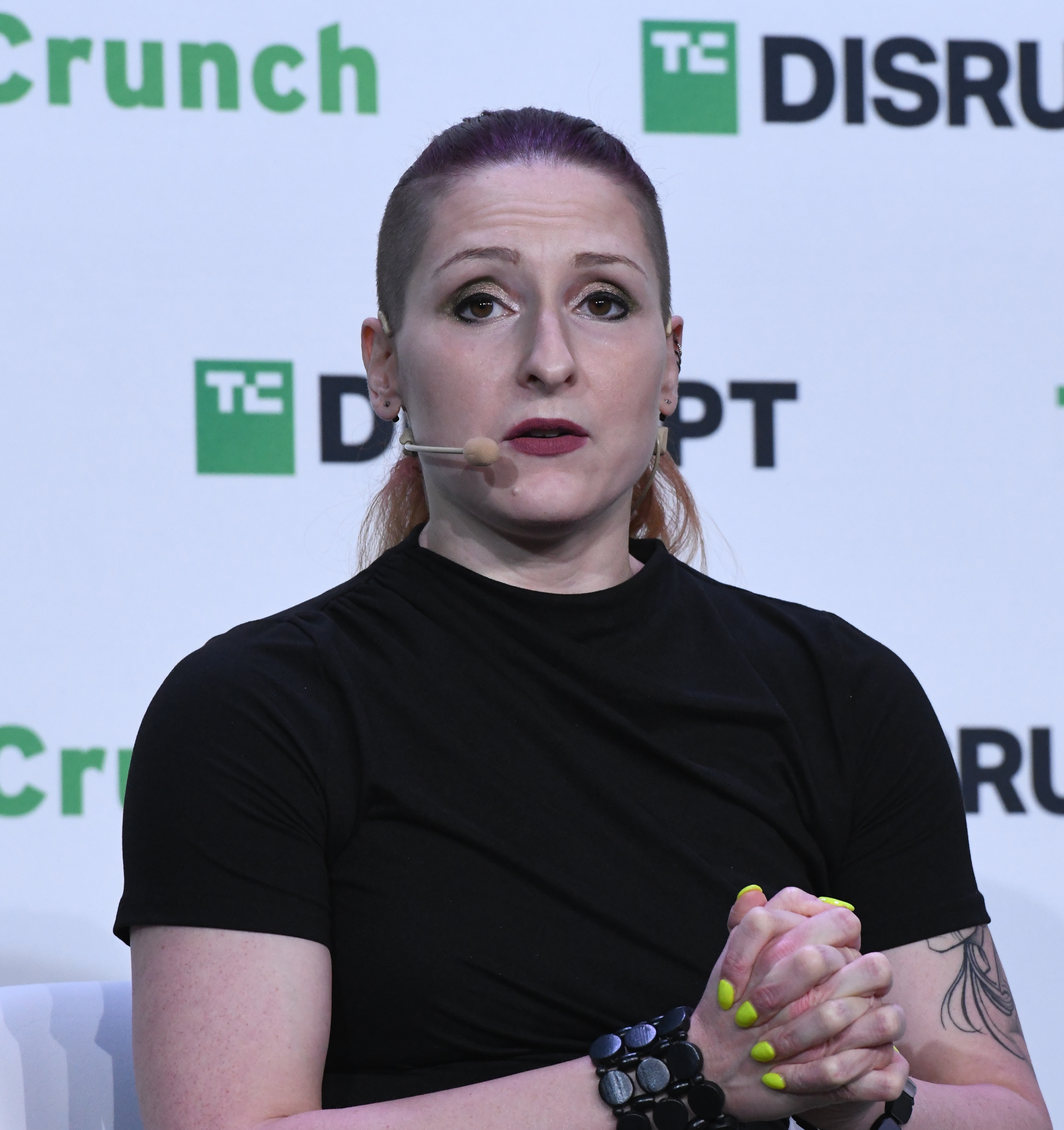

Lesley Carhart (Chicago) és una programadora informàtica especialitzada en anàlisi forense. Des de 2013 lidera l'equip de resposta d'anàlisi forense digital i incidents d'organització dels serveis de seguretat de Motorola Solutions. Amb molts anys d'experiència en Tecnologies de la Informació i la Comunicació i en operacions de seguretat, Carhart ha esdevingut experta en una gran diversitat de tècniques d'anàlisi per tal de fer front a tota mena d'intrusions de xarxa sofisticades.
Lesley és la blogger de seguretat de Motorola Solutions Fresh Ideas in Public Safety i autora dels "10 Manaments de resposta a incidents (per hackers)".
En el 2016 ocupa la quarta posició en el Top 100 de les persones més influents de la indústria de la seguretat cibernètica i d'Infosec.